# 1396
1396 (MCCCXCVI) var ett skottår som började en lördag i den julianska kalendern.

## Händelser

### Januari
- Januari – Erik av Pommern väljs till kung av Danmark på Viborgs landsting, fortfarande med drottning Margareta som verklig makthavare.

### Februari
- Februari – Albrekt av Mecklenburgs son Erik gifter sig med Sofia av Pommern-Wolgast.

### Juli
- 23 juli – Erik av Pommern väljs till kung av Sverige vid Mora stenar, även här med Margareta som verklig makthavare. Det svenska rådet skall återställa allt kronogods som har varit pantsatt.

### September
- 20 september – I Nyköpings recess beslutas att jord som hamnat i frälsets händer under de senaste årtiondena skall återgå i kronans eller skatteböndernas händer. I överenskommelsen fastslås också att en Nordisk union skall bildas.

### Okänt datum
- Drottning Margareta erhåller som personliga underhållsländer Bergslagen, Östergötland, Rumlaborgs län, Skara stift samt Västerås slott med Norrebo.
- Albrekt av Mecklenburgs son Erik landstiger på Gotland för att fördriva Margaretas trupper, vilket lyckas. Därmed blir ön en bas för sjöröveri på Östersjön.
- Vid ett kyrkomöte i Arboga utses heliga Birgitta till Sveriges skyddshelgon.
- Albrekt av Mecklenburg gifter sig med Agnes av Braunschweig.

## Födda
- Alfons V av Aragonien, kung av Aragonien, Valencia, Mallorca, Sardinien, Korsika och Sicilien.
- Maria av Aragonien, drottning av Kastilien.
- Tran Thieu De, kejsare av Vietnam.

## Avlidna
- 19 maj – Johan I av Aragonien, kung av Aragonien.
- Helena Kantakouzene, kejsarinna av Bysans.